# Gemaga
Gemaga (яп. ゲーマガ) — японский журнал,  посвящённый видеоиграм, который издавался в Японии компанией SB Creative c 1984 по 2012 год. За свою историю несколько раз сменял навания и был известен как Beep (Beep!), Beep! Mega Drive (яп. BEEP!メガドライブ), Sega Saturn Magazine, Dreamcast Magazine, Dorimaga (яп. ドリマガ) и в последние годы своего существования как Gemaga.

## История
Журнал Beep начал своё существование в 1984 году как ежемесячный журнал о играх для персональных компьютеров, аркадных автоматов и домашних игровых платформ. С 1986 по 1988 годы к изданию прилагался гибкий диск с дополнительными материалами. В своём оформлении Beep был вдохновлён мужским журналом Popeye.
8 мая 1989 года издательство объявило о прекращении выпуска журнала. Главный редактор Ёдзи Кавагути (яп. 川口洋司) предложил руководству новый формат — один журнал эксклюзивно освящающий Sega Mega Drive и другой о готовящейся к выпуску Super Nintendo. Руководство отдавало предпочтение популярной в японии Nintendo и относилась скептически к изданию журнала о Sega. Тем не менее из-за задержки выхода Super Nintendo, издательство согласилось на выпуск журнала о Mega Drive. Названием журнала стало Beep! Mega Drive. Хотя тематика журнала сильно изменилась, старое название «Beep!» было сохранено по желанию Кавагути, который хотел подчеркнуть приемственность. Журнал начал выходить в том же году дважды в месяц.
В 1995 году журнал был перепрофилирован под новую приставку от Sega — Sega Saturn. Название тоже было изменено на Sega Saturn Magazine. Кавагути прокомментировал смену названия так: «я убрал Beep из навания, потому что решил, что Beep уже отыграл свою роль». Журнал выходил еженедельно.
В ноябре 1998 было объявлено, что журнал меняет свой фокус на новую платформу от Sega — Sega Dreamcast. Название тоже было изменено на Dreamcast Magazine (сокращенно Dorimaga). Издание продолжило выходить каждую неделю.
В 2001 году производство Dreamcast было прекращено, но журнал продолжил своё существование. Новым официальным названием журнала стало бывшее неформальное Dorimaga, а его профиль сменился на мультиплатформенный. В мае 2006 года название было изменено на Gemaga.
В январе 2012 года стало известно, что журнал прекратит своё существование. На момент своего закрытия Gemaga был старейшим журналом Японии о комьютерных играх. Последним выпуском журнала стал номер за май 2012 года.